# バレンタイン・イヴ SPECIAL CD
『バレンタイン・イヴ SPECIAL CD』（バレンタイン・イブ スペシャル シーディ）は、笠浩二が2013年2月13日に同日のライブ会場限定でリリースしたアルバムである。

## 解説
- 2013年2月13日に行われた笠浩二の単独ライブのライブ会場のみ販売された。
- 『C-C-B』の楽曲が2曲、『AREX-destiny-』の楽曲が1曲、笠浩二のソロ楽曲が2曲とボーナス・トラックとして当時作成中だった楽曲のデモトラックの計6曲が収録されている。

## 収録曲
| 全作曲: 笠浩二。 |                            |        |            |
| #                | タイトル                   | 作詞   | 作曲・編曲 |
| 1.               | 「毎晩、悪夢が落ちてくる」 | 森浩美 | 笠浩二     |
| 2.               | 「シェリー 」              | 笠浩二 | 笠浩二     |
| 3.               | 「Toy Box」                | 笠浩二 | 笠浩二     |
| 4.               | 「Wing heart」             | 笠浩二 | 笠浩二     |
| 5.               | 「SQUALL」                 | 笠浩二 | 笠浩二     |
| 6.               | 「新曲 (デモトラック) 」   |        | 笠浩二     |

## 楽曲解説
1. 毎晩、悪夢が落ちてくる
  - オリジナルは、『C-C-B』のアルバム『愛の力コブ』収録
2. シェリー
  - オリジナルは、『ココナッツボーイズ』のアルバム『Boy's Life』収録
3. Toy Box
  - オリジナルは、アルバム『ハイランダー』収録
4. Wing heart
  - オリジナルは、アルバム『Wing Heart』収録
5. SQUALL
  - オリジナルは、『AREX-destiny-』のアルバム『AREX-sakura』収録。
6. 新曲 (デモトラック)
  - 当時作成中の楽曲のデモトラックをボーナス・トラックとして収録。